# Tarpa
Tarpa é uma vila da Hungria, situada no condado de Szabolcs-Szatmár-Bereg. Tem 49,73 km² de área e sua população em 2019 foi estimada em 2.322 habitantes.